# Riharjevec
Riharjevec je naselje v Občini Šmartno pri Litiji.